# Borgward

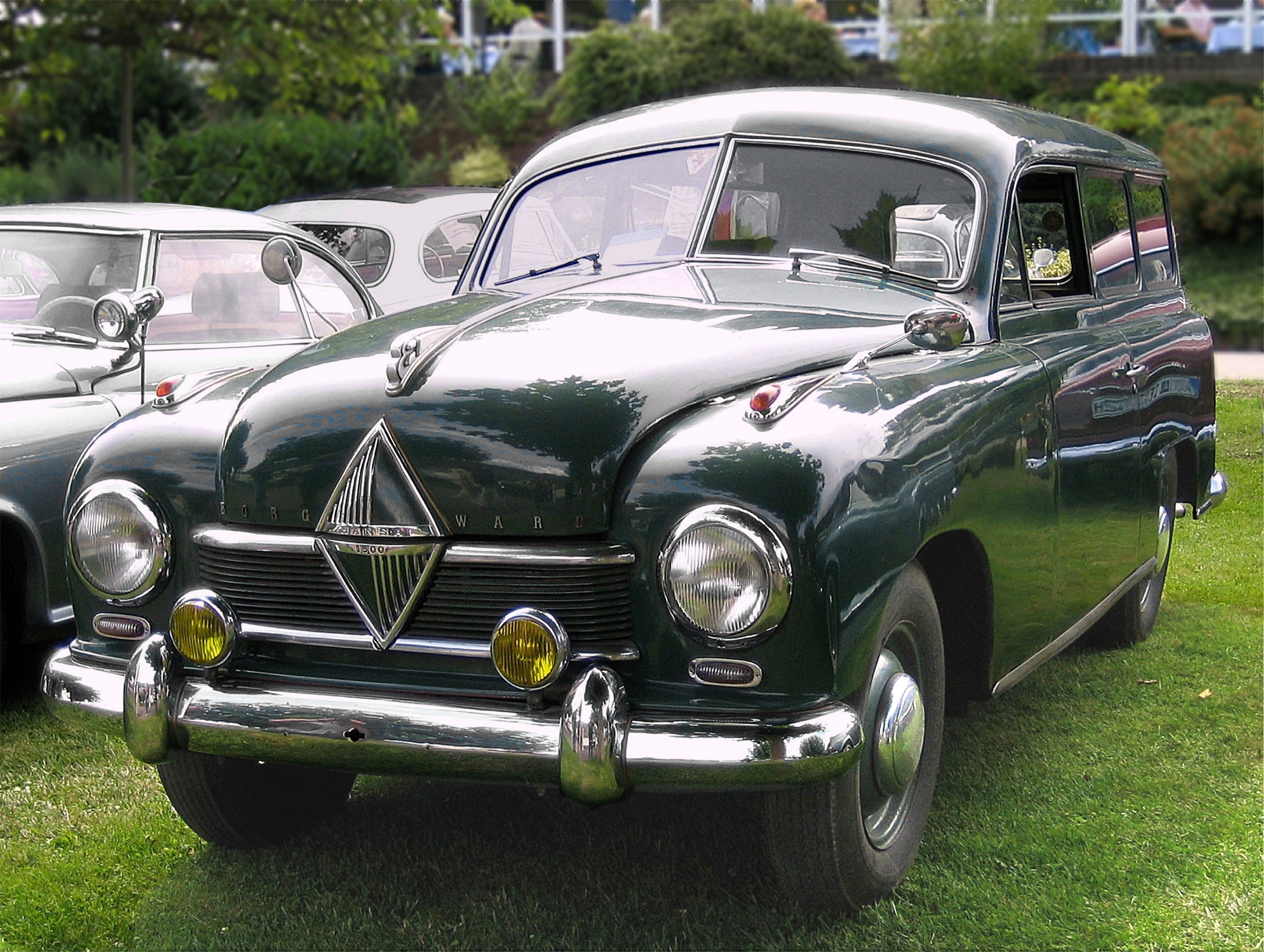
Borgward Hansa 1500 of 1952

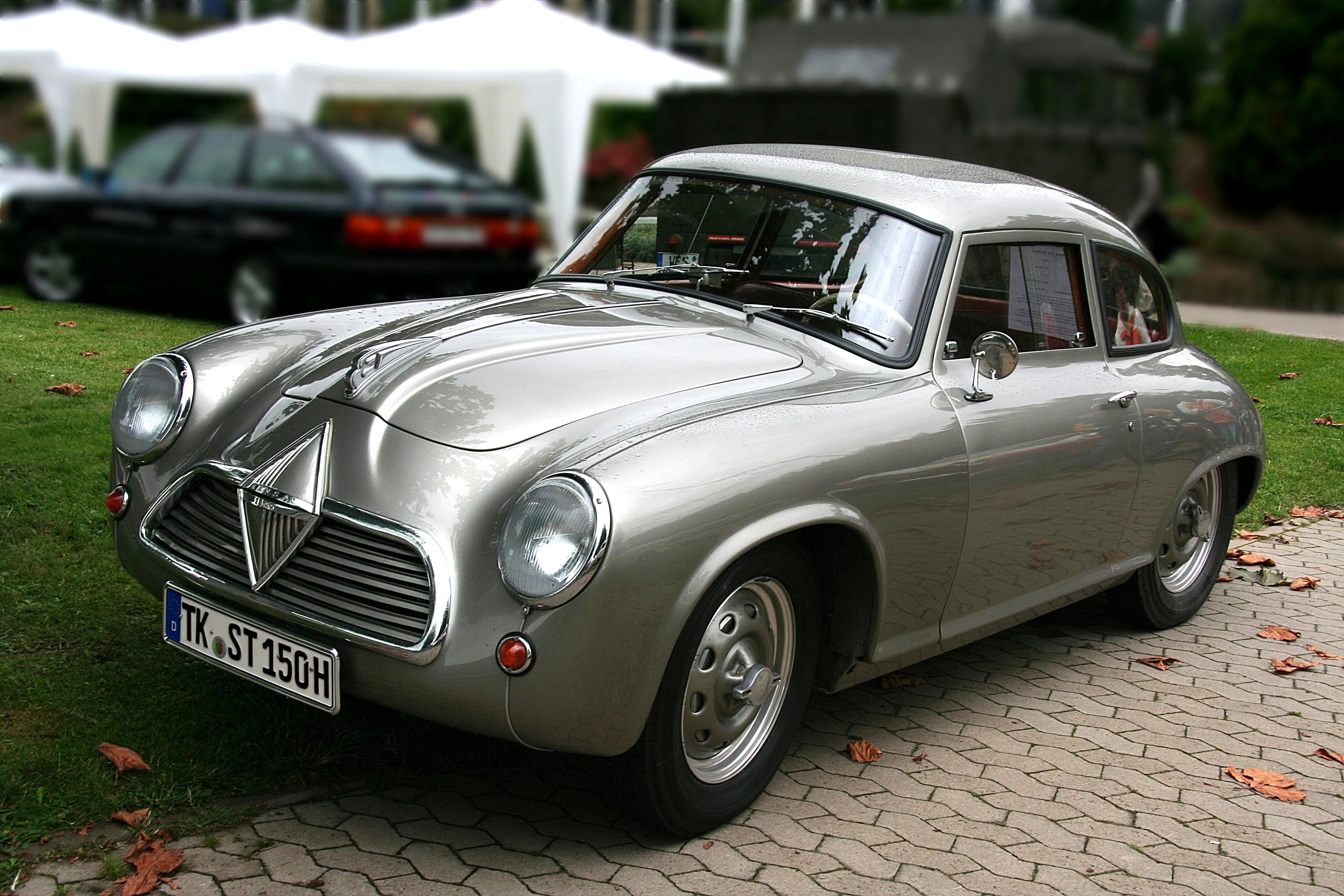
Borgward Hansa 1500 Sportcoupé (1954)

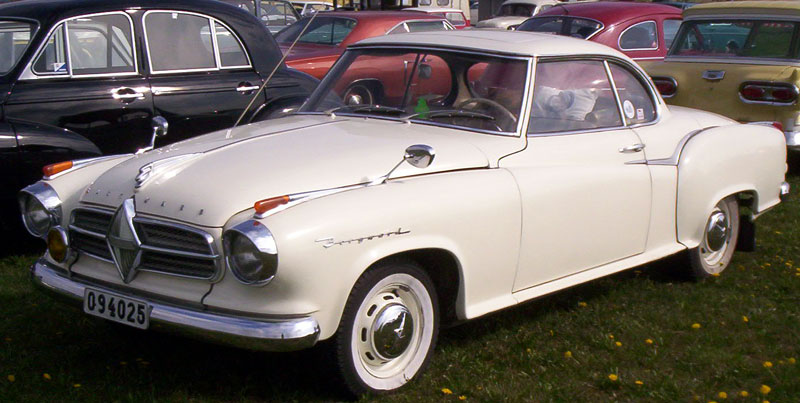
Borgward

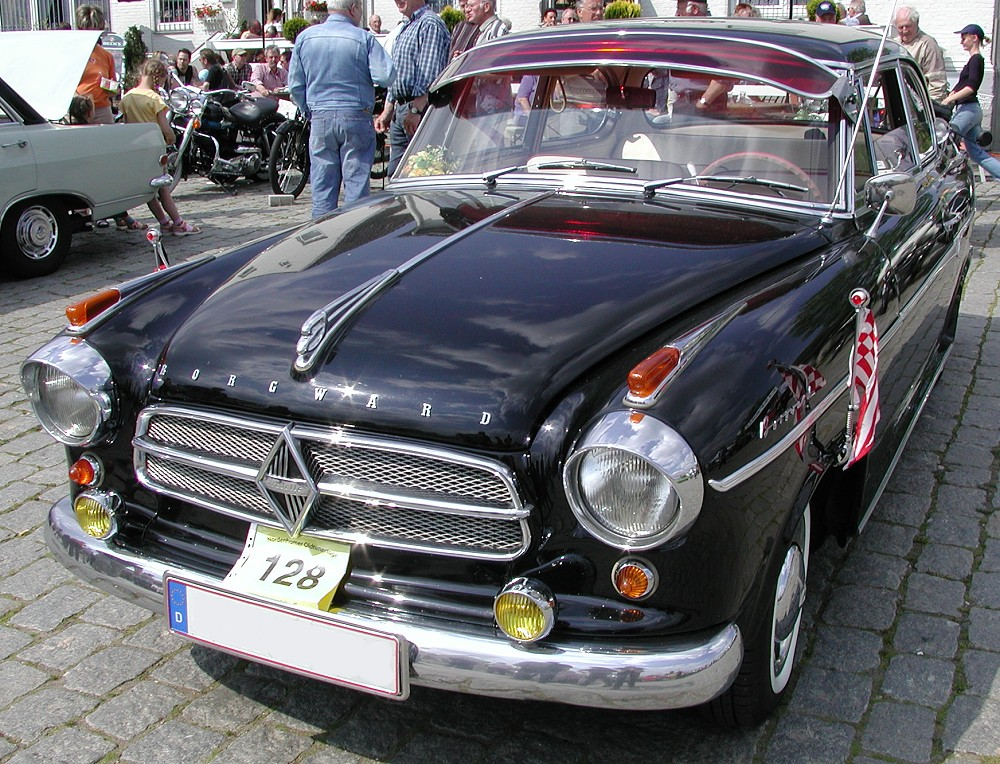
Isabella TS Deluxe

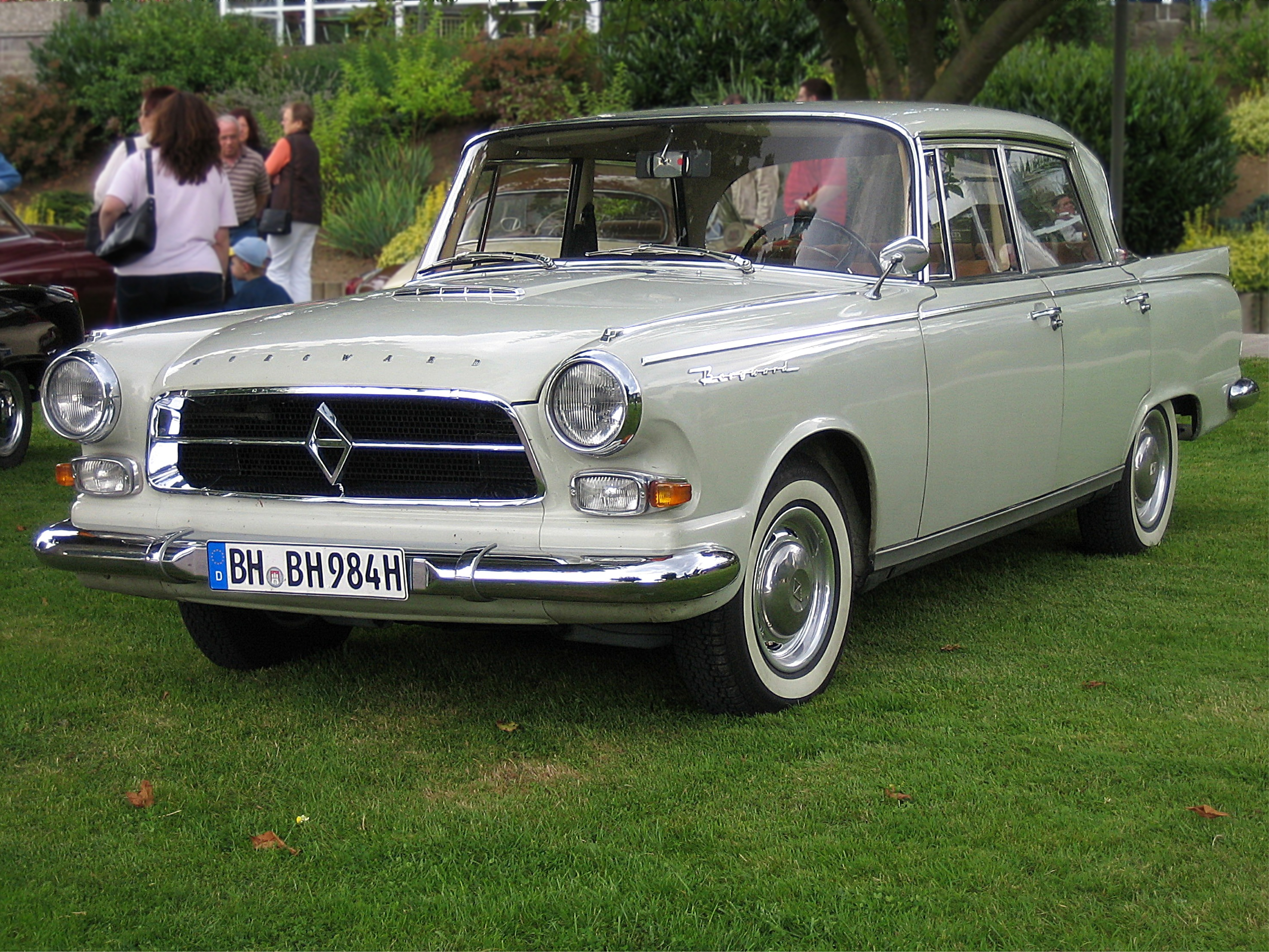
Borgward P100 with air spring

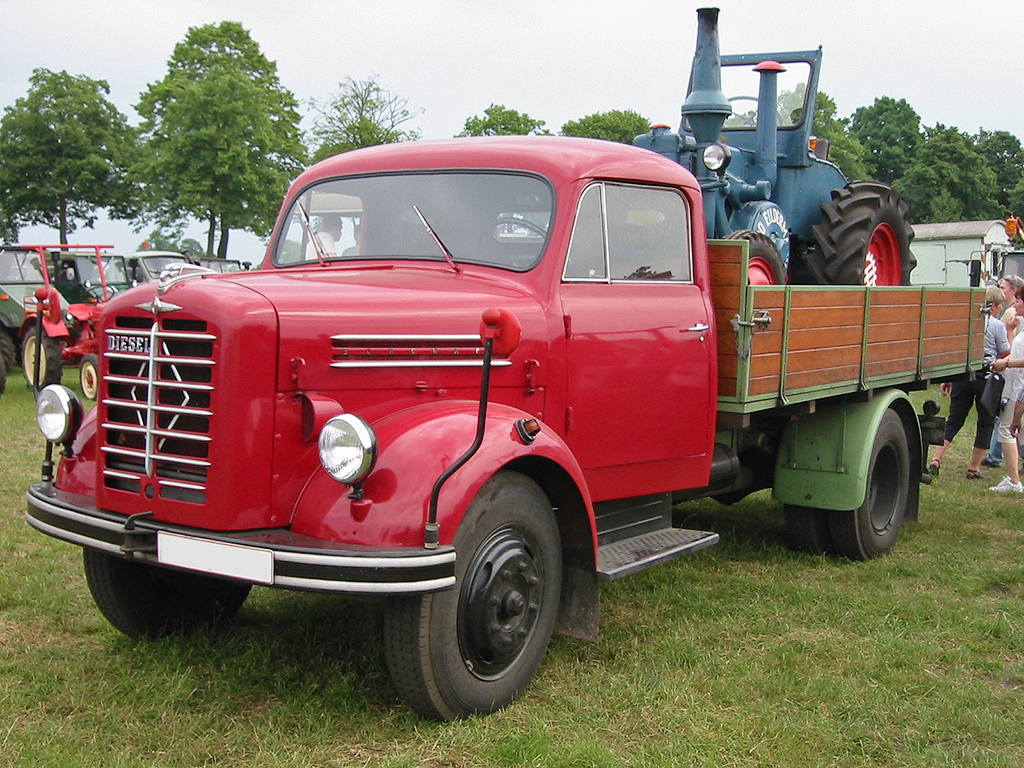
Borgward B4500 (1957)

Borgward — западногерманская автомобилестроительная компания, существовавшая с 1929 по 1961 год. Компания была основана Карлом Боргвардом (Carl F. W. Borgward) и располагалась в Бремене. Borgward group выпускала автомобили под марками Borgward, Hansa, Goliath и Lloyd.

## История

### Blitzkarren
Первым разработанным Карлом автомобилем стал небольшой трёхколёсный фургон Blitzkarren, оснащённый двигателем мощностью 2 л. с. (1,5 кВт), имевший успех на рынке. Он был популярен у ограниченных бюджетом небольших фирм как компактный развозной грузовик, а также использовался почтовыми службами.

### Hansa Lloyd
В 1929 году Боргвард становится директором Hansa Lloyd AG и разрабатывает Hansa Konsul. В феврале 1937 года выпущен новый Hansa Borgward 2000, переименованный в 1939 году в Borgward 2000. За моделью 2000 последовала 2300, остававшаяся в производстве до 1942 года. После окончания Второй мировой войны компания представила Borgward Hansa 1500. Одним из главных инженеров Borgward с 1938 по 1952 год являлся Хуберт М. Майнгаст (Hubert M. Meingast).

### Деятельность во время Второй Мировой войны
С момента своего основания фирма Borgward вошла в число основных поставщиков военной техники для Вермахта. Главной военной продукцией компании были 3-тонные грузовики семейства B3000, выпущенные в период 1938—1944 гг. в количестве около 30 тыс. экземпляров. Помимо них компания выпускала полугусеничные тягачи Sd.Kfz. 11 и созданные на их базе бронетранспортёры Sd.Kfz. 251, а также тягачи Sd.Kfz. 7. Это стало причиной того, что главный завод фирмы в 1944 году был практически полностью разрушен англо-американской авиацией, а Карл Боргвард после окончания войны интернирован.

### Isabella и P100
В 1954 году началось производство модели Borgward Isabella. Она стала самой популярной моделью компании и выпускалась до конца её существования. В 1959 году добавлена модификация Borgward P100 с пневматической подвеской.

### Спортивные автомобили
В конце 1950-х годов Borgward выпускала спортивные автомобили с 16-клапанными двигателями объёмом 1500 см³, успешные в заездах Formula Two (некоторые машины участвовали и в F1 в 1961 году).

### Финансовые проблемы
Несмотря на то, что Borgward привнёс многие технические инновации в германском автомобилестроении, такие, как пневматическая подвеска и автоматическая коробка передач, компании становилось всё труднее конкурировать с такими крупными производителями, как Opel и VW, постоянно снижавшими цены. Borgward несла высокие расходы на поддержание четырёх независимых небольших компаний, что затрудняло разработку совместной продукции и обмен комплектующими. Также, многие машины страдали от частых проблем качества. Например, переднеприводной Lloyd Arabella с двигателем водяного охлаждения являлся технически совершенной моделью, но испытывал проблемы с протечками воды и коробкой передач.

### Прекращение существования
В 1961 году Borgward прекратил своё существования в связи с банкротством, однако активы были выплачены кредиторам в полном объёме. В 1963 году техническое оборудование для производства Borgward Isabella и P100 было продано в Мексику. Карл Боргвард скончался в июне 1963 года, спустя два года после краха компании.
Германский журнал «Der Spiegel» писал в 1965 году, что компания, получив в своё время небольшую помощь, смогла бы преодолеть свои финансовые трудности. Учитывая, что активы были выплачены в полном объёме, ликвидация, возможно, была ненужной.

### Производство в Мексике
В августе 1967 года началось производство автомобилей в Мексике, организованное предпринимателем Грегорио Рамиресом Гонсалесом (Gregorio Ramirez Gonzalez). В Мексике производство прекратилось в 1970 году.

## Модели

### Легковые автомобили
- Borgward 2000 (1938—1939)
- Borgward 2300 (1939—1942)
- Borgward Hansa 1500 (1949−1952)
- Borgward Hansa 1800 (1952−1954)
- Borgward Hansa 1800 D (1953—1954)
- Borgward Hansa 2400 (1952—1958)
- Borgward Isabella (1954—1961)
- Borgward P100 (1959—1961)
- Borgward 230 (1967−1970)

### Грузовые автомобили (послевоенные)
| Тип                           | Годы выпуска      | Тип двигателя, рабочий объём, мощность                                         | Грузоподъёмность                  | Всего выпущено    |
| ----------------------------- | ----------------- | ------------------------------------------------------------------------------ | --------------------------------- | ----------------- |
| Borgward B 1000               | 1947-49           | 4-цил.,1394 cc. 33 л/с                                                         | 1000                              | 6669              |
| Borgward B 1000Z              |                   |                                                                                |                                   |                   |
| Borgward B 1250               | 1949-52           | 4-цил., 1498 cc, 48 л/с                                                        | 1250                              | 12007             |
| Borgward B 1500 /B 511        | 1952-60           | 4-цил., 1758 cc, 60 л/с или дизель 42 л/с                                      | 1600                              | 36760 (с B 1500F) |
| Borgward B 1500F /B 611       | 1957-61           | 4-цил 1493 cc 60 л/с или дизель 1758 cc 42 л/с                                 | 1650                              |                   |
| Borgward B 2000               | 1951-59           | 4-цил., 2337 cc. 82 л/с или дизель 3308 cc. 60 л/с. (с 1958 3331 cc. 70 л/с)   | 2000-2500                         | 11825             |
| Borgward B 2500 /B 522        | 1954-61           |                                                                                | 2740                              | 6047              |
| Borgward B 3000               | 1941-44 и 1948-50 | 6-цил., 3745 cc, 78 л/с или дизель 4962 cc, 75 л/с                             | 3400 с бензиновым, 3125 с дизелем | 4641              |
| Borgward B 4000 /B 533 /B 544 | 1950-61           | 6 цил. дизель 4962 cc. 85 л/с. с 1952 4962 cc. 95 л/с. с 1957 4997 cc. 105 л/с | 3500 — 4000                       | 7663              |
| Borgward B 4500 /B 555        | 1953-61           |                                                                                | 5000                              | 10449             |
| Borgward B 622                | 1959-61           | 4-цил. дизель 3321 cc 70 л/с                                                   | 2850                              | 2487              |
| Borgward B 655                | 1959-61           |                                                                                | 5565                              |                   |

- SdKfz 301 Borgward B IV

### Автобусы
- Borgward B 1250 (Bus 1) (1949—1952)
- Borgward B 1500 (Bus 10), (с 1952/1953)
- Borgward B 2000 (с 1951)
- Borgward B 2500, (с 1954)
- Borgward B 2500 °F (Frontlenker — «COE», «Cab Over Engine»)(1954—1959)
- Borgward B 3000 (с 1949)
- Borgward BO 4000 (с 1951)
- Borgward BO 4500 (с 1952)
- Borgward BO 611 (с 1959)

## Возрождение
21 мая 2008 года внук Карла Боргварда, Кристиан Боргвард вместе со своим партнёром Карлхайнцем Л. Кнёссом (Karlheinz L. Knöss) зарегистрировал Borgward AG в Люцерне, Швейцария. Разработкой новых машин занимался норвежский инженер Эйнар Харейде (Einar J. Hareide), участвовавший в создании Mercedes-Benz E-Class. Под его руководством разработано несколько концепт-каров. Borgward AG отвечает за разработку, производство, продажи и маркетинг новых автомобилей, кораблей и самолётов. Весной 2015 года на автосалоне в Женеве были озвучены планы возрождения немецкой марки, а позднее появилась информация о первой модели новой эпохи — кроссовере Borgward BX7 , выпускаемом в Китае на мощностях компании Foton.
В 2016 году были показаны концепты двух новых моделей BX5 и BX6 TS.. В 2018 году марка Borgward дебютирует в России с серийной моделью BX7.